# Bryobia giannitsensis
Bryobia giannitsensis är en spindeldjursart som beskrevs av Hatzinikolis och Panou 1996. Bryobia giannitsensis ingår i släktet Bryobia och familjen Tetranychidae. Inga underarter finns listade.